# Нивецкое
Ниве́цкое (укр. Ніве́цьке) — село, входит в Полесский район Киевской области Украины.
Население по переписи 2001 года составляло 26 человек. Почтовый индекс — 07024. Телефонный код — 4592. Занимает площадь 4 км². Код КОАТУУ — 3223587403.
Сейчас село проходит процесс переименования, ему планируется вернуть название Ни́вицкое (укр. Ні́вицьке).

## Местный совет
07051, Киевская обл., Полесский р-н, с. Романовка, ул. Мира, 13; тел. 34-1-35.